# Województwo królewieckie
Województwo królewieckie (łac. Palatinatus Kinsbergensis) – województwo ze stolicą w Królewcu, utworzone przez Kazimierza Jagiellończyka po inkorporacji Prus do Korony Królestwa Polskiego (6 marca 1454), przy ustalaniu nowego podziału administracyjnego terytoriów państwa zakonnego w połowie kwietnia 1454 r.
Nominację na wojewodę otrzymał w połowie kwietnia 1454 r. Ścibor Bażyński, z tytułem tym występuje po raz ostatni 12 kwietnia 1455 r. W związku z toczącymi się działaniami wojny trzynastoletniej, województwo nie zostało praktycznie zorganizowane i więcej nie obsadzane. Od 1456 r. Bażyński występuje z tytułem wojewody elbląskiego (przemianowanego później na malborskiego), chociaż formalną nominację otrzymał dopiero 19 maja 1467 r. Województwo przestało istnieć w związku z postanowieniami pokoju toruńskiego w 1466.

## Wojewoda królewiecki
- Ścibor Bażyński od kwietnia 1454 do 12 kwietnia 1455.